# Министр иностранных дел Исландии
Министр иностранных дел Исландии (исл. Utanríkisráðuneytið, швед. Utrikesminister) — министерский пост в Кабинете министров Исландии (правительстве Исландии), который занимается иностранными делами Исландии. Пост учреждён 1 декабря 1918 года, после объявления Исландии независимым королевством в личной унии с Данией. Нынешний министр иностранных дел с 21 декабря 2024 года — Торгердюр Катрин Гюннарсдоуттир, председатель партии «Возрождение».
Так же существует должность министра Исландии по делам сотрудничества с Северными странами, который является членом кабинета министров, планирует и координирует отношения Исландии с Северными странами, как правило это должность совмещается с какой-то другой министерской должностью в правительстве.

## Список министров иностранных дел Исландии[1]

### Министры иностранных дел королевства Исландии (1918—1944), в период датско-исландской унии
- Йоун Магнуссон (1 декабря 1918 — 7 марта 1922);
- Сигюрдюр Эггерс (7 марта 1922 — 22 марта 1924);
- Йоун Магнуссон (22 марта 1924 — 28 августа 1927);
- Триггви Тоурхальссон (28 августа 1927 — 3 июня 1932);
- Аусгейр Аусгейрссон (3 июня 1932 — 29 июля 1934);
- Харальдюр Гвюдмюндссон[эсп.] (29 июля 1934 — 2 апреля 1938);
- Херманн Йонассон 2 апреля 1938 — 17 апреля 1939;
- Стефан Йоханн Стефанссон 17 апреля 1939 — 17 января 1942;
- Олафур Трюггвасон Торс 16 мая — 16 декабря 1942;
- Вильялмур Тор 16 декабря 1942 — 21 октября 1944.

### Министры иностранных дел Исландии с1944
- Олафур Трюггвасон Торс 21 октября 1944 — 4 февраля 1947;
- Бьярни Бенедиктссон 4 февраля 1947 — 11 сентября 1953;
- Кристинн Гудмундссон 11 сентября 1953 — 24 июля 1956;
- Гудмундур Х. Гудмундссон 24 июля — 3 августа 1956;
- Эмиль Йонссон 3 августа — 17 октября 1956;
- Гудмундур Х. Гудмундссон 17 октября 1956 — 31 августа 1965;
- Эмиль Йонссон 31 августа 1965 — 14 июля 1971;
- Эйнар Аугустссон 14 июля 1971 — 1 сентября 1978;
- Бенедикт Сигурдссон Грёндаль 1 сентября 1978 — 8 февраля 1980;
- Оулавюр Йоуханнессон 8 февраля 1980 — 26 мая 1983;
- Гейр Халлгримссон 26 мая 1983 — 24 января 1986;
- Маттиас А. Матиесен 24 января 1986 — 8 июля 1987;
- Стейнгримюр Херманнссон 8 июля 1987 — 28 сентября 1988;
- Йон Балдвин Ханнибалссон 28 сентября 1988 — 23 апреля 1995;
- Халльдор Аусгримссон 23 апреля 1995 — 15 сентября 2004;
- Давид Оддссон 15 сентября 2004 — 27 сентября 2005;
- Гейр Хилмар Хорде 27 сентября 2005 — 15 июня 2006;
- Валгердур Сверрисдоттир 15 июня 2006 — 24 мая 2007;
- Ингибьёрг Соульрун Гисладоуттир (24 мая 2007 — 1 февраля 2009);
- Оссур Скарфединссон 1 февраля 2009 — 23 мая 2013;
- Гуннар Браги Свейнссон (23 мая 2013 — 7 апреля 2016);
- Лилья Дёгг Альвредсдоуттир (7 апреля 2016 — 11 января 2017);
- Гудлёйгур Тор Тордарсон (11 января 2017 — 28 ноября 2021);
- Тоурдис Кольбрун Рейкфьорд Гильвадоуттир (28 ноября 2021 — 14 октября 2023);
- Бьярни Бенедиктссон (14 октября 2023 — 9 апреля 2024);
- Тоурдис Кольбрун Рейкфьорд Гильвадоуттир (9 апреля — 21 декабря 2024);
- Торгердюр Катрин Гюннарсдоуттир (с 21 декабря 2024).